# Saitō Tomonobu
Saitō Tomonobu (斎藤 朝信?; 1527 – 1591) è stato un samurai giapponese del periodo Sengoku che servì il clan Uesugi della provincia di Echigo.
Si mise in evidenza durante la spedizione nella regione del Kantō e nell'invasione della provincia di Etchū. Era un amministratore molto abile e Uesugi Kenshin lo mise in una posizione molto importante del clan. Servì anche sotto Uesugi Kagekatsu, dopo la morte di Kenshin. Contrastò con successo anche molti attacchi del clan Oda da parte di Shibata Katsuie.
Tomonobu combatté in diverse campagne per gli Uesugi nel corso della sua vita. È spesso considerato uno dei generali più capaci degli Uesugi e fu molto apprezzato per le sue capacità amministrative oltre che per essere un formidabile guerriero.